# 短尾铁线莲
短尾铁线莲（学名：Clematis brevicaudata），为毛茛科铁线莲属下的一个种。

## 扩展阅读
維基物種上的相關：短尾铁线莲